# Guatapé
Guatapé è un comune della Colombia facente parte del dipartimento di Antioquia.
Il centro abitato venne fondato da Francisco Giraldo Jiménez nel 1811, mentre l'istituzione del comune è del settembre 1867.
Un elemento caratteristico del paesaggio della cittadina è El Peñón de Guatapé, un grande monolite alto 220 m, residuo di un affioramento del batolite di Antioquia.